# Campeonato Mundial de Atletismo de 2022 - Salto em altura feminino
A competição do salto em altura feminino no Campeonato Mundial de Atletismo de 2022 foi realizada no estádio Hayward Field, em Eugene, nos Estados Unidos, entre os dias 16 a 19 de julho de 2022.

## Recordes
Antes da competição, os recordes eram os seguintes:
| Recorde mundial                               | Stefka Kostadinova (BUL)    | 2.09 | Roma, Itália               | 30 de agosto de 1987  |
| Recorde do campeonato                         | Stefka Kostadinova (BUL)    | 2.09 | Roma, Itália               | 30 de agosto de 1987  |
| Melhor marca do ano                           | Yaroslava Mahuchikh (UKR)   | 2.03 | Brno, Chéquia              | 22 de junho de 2022   |
| Recorde da África                             | Hestrie Cloete (RSA)        | 2.06 | Saint-Denis, França        | 31 de agosto de 2003  |
| Recorde da Ásia                               | Nadezhda Dubovitskaya (KAZ) | 2.00 | Almati, Cazaquistão        | 8 de junho de 2021    |
| Recorde da América do Norte, Central e Caribe | Chaunté Howard Lowe (USA)   | 2.05 | Des Moines, Estados Unidos | 26 de junho de 2010   |
| Recorde da América do Sul                     | Solange Witteveen (ARG)     | 1.96 | Oristano, Itália           | 8 de setembro de 1987 |
| Recorde da Europa                             | Stefka Kostadinova (BUL)    | 2.09 | Roma, Itália               | 30 de agosto de 1987  |
| Recorde da Oceania                            | Nicola McDermott (AUS)      | 2.02 | Tóquio, Japão              | 7 de agosto de 2021   |

Os seguintes recordes mundiais ou olímpicos foram estabelecidos durante esta competição:
| Data        | Evento | Atleta                  | Altura | Notas              |
| ----------- | ------ | ----------------------- | ------ | ------------------ |
| 19 de julho | Final  | Eleanor Patterson (AUS) | 2.02 m | Recorde da Oceania |

## Medalhistas
| Ouro                    | Prata                     | Bronze                   |
| Eleanor Patterson (AUS) | Yaroslava Mahuchikh (UKR) | Elena Vallortigara (ITA) |

## Tempo de qualificação
| Tempo de qualificação |
| --------------------- |
| 1.96 m                |

## Calendário
| Data        | Horário | Fase         |
| ----------- | ------- | ------------ |
| 16 de julho | 11:10   | Qualificação |
| 19 de julho | 17:40   | Final        |

Todos os horários estão no horário local (UTC-7)

## Resultados

### Qualificação
Qualificação: 1,95 m (Q) ou as 12 melhores performances (q).
| Pos. | Grupo | Atleta                     | Nacionalidade  | 1.75 | 1.81 | 1.86 | 1.90 | 1.93 | 1.95 | Marca | Notas                |
| ---- | ----- | -------------------------- | -------------- | ---- | ---- | ---- | ---- | ---- | ---- | ----- | -------------------- |
| 1    | A     | Eleanor Patterson          | Austrália      | –    | o    | o    | o    | o    |      | 1.93  | q                    |
| 1    | A     | Elena Vallortigara         | Itália         | –    | o    | o    | o    | o    |      | 1.93  | q                    |
| 1    | A     | Iryna Herashchenko         | Ucrânia        | –    | o    | o    | o    | o    |      | 1.93  | q                    |
| 1    | A     | Safina Sadullayeva         | Uzbequistão    | –    | –    | o    | o    | o    |      | 1.93  | q,                   |
| 1    | B     | Yaroslava Mahuchikh        | Ucrânia        | –    | –    | o    | o    | o    |      | 1.93  | q                    |
| 6    | B     | Daniela Stanciu            | Roménia        | o    | o    | o    | o    | xo   |      | 1.93  | q,                   |
| 6    | B     | Karmen Bruus               | Estónia        | o    | o    | o    | o    | xo   |      | 1.93  | q,                   |
| 8    | B     | Nadezhda Dubovitskaya      | Cazaquistão    | –    | o    | xo   | xo   | xo   |      | 1.93  | q                    |
| 9    | B     | Nicola Olyslagers          | Austrália      | –    | –    | o    | xo   | xxo  |      | 1.93  | q                    |
| 10   | A     | Lamara Distin              | Jamaica        | –    | o    | o    | o    | xxx  |      | 1.90  | q                    |
| 10   | B     | Kimberly Williamson        | Jamaica        | o    | o    | o    | o    | xxx  |      | 1.90  | q                    |
| 10   | B     | Lia Apostolovski           | Eslovênia      | o    | o    | o    | o    | xxx  |      | 1.90  | q                    |
| 13   | B     | Tatiana Gusin              | Grécia         | –    | xo   | xo   | o    | xxx  |      | 1.90  | Recorde da temporada |
| 14   | B     | Marija Vuković             | Montenegro     | –    | o    | o    | xo   | xxx  |      | 1.90  |                      |
| 15   | A     | Maja Nilsson               | Suécia         | o    | o    | o    | xxo  | xxx  |      | 1.90  |                      |
| 15   | A     | Yuliya Levchenko           | Ucrânia        | –    | o    | o    | xxo  | xxx  |      | 1.90  |                      |
| 17   | A     | Rachel McCoy               | Estados Unidos | o    | xo   | xo   | xxo  | xxx  |      | 1.90  | Recorde da temporada |
| 18   | B     | Ella Junnila               | Finlândia      | –    | o    | o    | xxx  |      |      | 1.86  |                      |
| 18   | B     | Vashti Cunningham          | Estados Unidos | –    | –    | o    | xxx  |      |      | 1.86  |                      |
| 20   | A     | Kristina Ovchinnikova      | Cazaquistão    | xo   | o    | o    | xxx  |      |      | 1.86  |                      |
| 21   | A     | Marie-Laurence Jungfleisch | Alemanha       | o    | o    | xo   | xxx  |      |      | 1.86  | Recorde da temporada |
| 21   | A     | Sini Lällä                 | Finlândia      | o    | o    | xo   | xxx  |      |      | 1.86  |                      |
| 21   | A     | Urtė Baikštytė             | Lituânia       | o    | o    | xo   | xxx  |      |      | 1.86  |                      |
| 21   | B     | Heta Tuuri                 | Finlândia      | o    | o    | xo   | xxx  |      |      | 1.86  |                      |
| 25   | B     | Emily Borthwick            | Grã-Bretanha   | o    | xo   | xxx  |      |      |      | 1.81  |                      |
| 25   | B     | Rachel Glenn               | Estados Unidos | –    | xo   | xxx  |      |      |      | 1.81  |                      |
| 27   | A     | Laura Zialor               | Grã-Bretanha   | xo   | xo   | xxx  |      |      |      | 1.81  |                      |
| 28   | A     | Lu Jiawen                  | China          | o    | xxx  |      |      |      |      | 1.75  |                      |
| 28   | B     | Jennifer Rodriguez         | Colômbia       | o    | xxx  |      |      |      |      | 1.75  |                      |
|      | A     | Morgan Lake                | Grã-Bretanha   |      |      |      |      |      |      |       | DNS                  |

### Final
A final ocorreu dia 19 de julho às 17:40. 
| Pos.              | Atleta                | Nacionalidade | 1.84 | 1.89 | 1.93 | 1.96 | 1.98 | 2.00 | 2.02 | 2.04 | Marca | Notas                |
| ----------------- | --------------------- | ------------- | ---- | ---- | ---- | ---- | ---- | ---- | ---- | ---- | ----- | -------------------- |
| Medalha de ouro   | Eleanor Patterson     | Austrália     | o    | o    | o    | o    | xxo  | xo   | o    | xxx  | 2.02  | =                    |
| Medalha de prata  | Yaroslava Mahuchikh   | Ucrânia       | –    | o    | o    | o    | o    | xo   | xo   | xxx  | 2.02  |                      |
| Medalha de bronze | Elena Vallortigara    | Itália        | o    | o    | o    | o    | o    | o    | xxx  |      | 2.00  | Recorde da temporada |
| 4                 | Iryna Herashchenko    | Ucrânia       | o    | o    | o    | xo   | o    | xo   | xxx  |      | 2.00  | Recorde pessoal      |
| 5                 | Safina Sadullayeva    | Uzbequistão   | –    | o    | o    | o    | x-   | xx   |      |      | 1.96  | Recorde pessoal      |
| 5                 | Nicola Olyslagers     | Austrália     | o    | o    | o    | o    | xxx  |      |      |      | 1.96  | Recorde da temporada |
| 7                 | Karmen Bruus          | Estónia       | o    | xo   | xo   | xo   | xxx  |      |      |      | 1.96  | = , = WU18R          |
| 8                 | Nadezhda Dubovitskaya | Cazaquistão   | o    | xxo  | xxo  | xo   | xxx  |      |      |      | 1.96  |                      |
| 9                 | Lamara Distin         | Jamaica       | o    | o    | o    | xxx  |      |      |      |      | 1.93  |                      |
| 10                | Daniela Stanciu       | Roménia       | xo   | o    | xxo  | xxx  |      |      |      |      | 1.93  | Recorde da temporada |
| 11                | Kimberly Williamson   | Jamaica       | o    | o    | xxx  |      |      |      |      |      | 1.89  |                      |
| 12                | Lia Apostolovski      | Eslovênia     | o    | xo   | xxx  |      |      |      |      |      | 1.89  |                      |

Legenda
| Recorde mundial       | Recorde mundial (World record)               |                       | Recorde africano                      | Recorde africano (African) |                                           | Q | Classificado por posição (Qualified) |
| Recorde do campeonato | Recorde do campeonato (Championship record)  | Recorde da América    | Recorde da América (Americas)         | q                          | Classificado por melhor tempo (Qualified) |   |                                      |
| Melhor marca do ano   | Melhor marca do ano (World leading)          | Recorde asiático      | Recorde asiático (Asian)              | DNS                        | Não largou (Did not start)                |   |                                      |
| Recorde nacional      | Recorde nacional (National record)           | Recorde europeu       | Recorde europeu (European)            | DNF                        | Não terminou (Did not finish)             |   |                                      |
| Recorde pessoal       | Recorde pessoal do atleta (Personal best)    | Recorde da Oceania    | Recorde da Oceania (Oceania)          | DSQ / DQ                   | Desclassificado (Disqualified)            |   |                                      |
| Recorde da temporada  | Recorde da temporada do atleta (Season best) | Recorde sul-americano | Recorde sul-americano (South America) | NM                         | Sem marca (No mark)                       |   |                                      |